# Cynoglossus arel
 Cynoglossus arel és un peix teleosti de la família dels cinoglòssids i de l'ordre dels pleuronectiformes que viu des del Golf Pèrsic fins a Sri Lanka, Indonèsia i sud del Japó.